# اغدن ايست (تشيشير)
اغدن ايست (بالإنجليزية: Agden, Cheshire East)‏ هي قرية و أبرشية مدنية تقع في المملكة المتحدة في إنجلترا.  يقدر عدد سكانها بـ 146 نسمة .